# Ceinture verte (urbanisme)
Pour les articles homonymes, voir Ceinture verte.
En urbanisme, une ceinture verte est une zone entourant une ville où l’urbanisation est interdite afin d’empêcher l’étalement urbain. Le concept a été créé au Royaume-Uni durant la première moitié du XXe siècle sous le nom anglais green belt.

## Applications

### En Belgique
Bruxelles est entourée par la ceinture verte de Bruxelles

### Au Canada
Le concept est appliqué au Canada à partir des années 1950 pour la capitale, Ottawa, et prend la dénomination de « ceinture de verdure ». Toutefois, les banlieues par delà la ceinture ayant fusionné avec Ottawa en 2001, la ceinture se retrouve aujourd'hui au sein même de la ville.

### En France
En France, le concept est mis en application par la ville de Rennes et sa métropole depuis son schéma directeur d’aménagement et d’urbanisme de 1984.

### Au Royaume-Uni
La capitale du Royaume-Uni est également dotée d’une ceinture verte, dénommée London Metropolitan green belt.